# Lycée climatique René-Billères (Argelès-Gazost)
 (octobre 2023).
La mise en forme du texte ne suit pas les recommandations de Wikipédia : il faut le « wikifier ».
Les points d'amélioration suivants sont les cas les plus fréquents. Le détail des points à revoir est peut-être précisé sur la page de discussion.
- Les titres sont pré-formatés par le logiciel. Ils ne sont ni en capitales, ni en gras.
- Le texte ne doit pas être écrit en capitales (les noms de famille non plus), ni en gras, ni en italique, ni en « petit »…
- Le gras n'est utilisé que pour surligner le titre de l'article dans l'introduction, une seule fois.
- L'italique est rarement utilisé : mots en langue étrangère, titres d'œuvres, noms de bateaux, etc.
- Les citations ne sont pas en italique mais en corps de texte normal. Elles sont entourées par des guillemets français : « et ».
- Les listes à puces sont à éviter, des paragraphes rédigés étant largement préférés. Les tableaux sont à réserver à la présentation de données structurées (résultats, etc.).
- Les appels de note de bas de page (petits chiffres en exposant, introduits par l'outil «  Source ») sont à placer entre la fin de phrase et le point final[comme ça].
- Les liens internes (vers d'autres articles de Wikipédia) sont à choisir avec parcimonie. Créez des liens vers des articles approfondissant le sujet. Les termes génériques sans rapport avec le sujet sont à éviter, ainsi que les répétitions de liens vers un même terme.
- Les liens externes sont à placer uniquement dans une section « Liens externes », à la fin de l'article. Ces liens sont à choisir avec parcimonie suivant les règles définies. Si un lien sert de source à l'article, son insertion dans le texte est à faire par les notes de bas de page.
- La présentation des références doit suivre les conventions bibliographiques. Il est recommandé d'utiliser les modèles {{Ouvrage}}, {{Chapitre}}, {{Article}}, {{Lien web}} et/ou {{Bibliographie}}. Le mode d'édition visuel peut mettre en forme automatiquement les références.
- Insérer une infobox (cadre d'informations à droite) n'est pas obligatoire pour parachever la mise en page.

Pour une aide détaillée, merci de consulter Aide:Wikification.
Si vous pensez que ces points ont été résolus, vous pouvez retirer ce bandeau et améliorer la mise en forme d'un autre article.
 (octobre 2023).
Le lycée climatique René Billères d'Argelès-Gazost, situé non loin du parc thermal de la ville, est une cité scolaire des Hautes-Pyrénées qui accueille des élèves de la sixième à la terminale.
Cet établissement est aussi un des 139 monuments historiques de cette région depuis l’arrêté du 14 août 2008. Les œuvres d'art qu'on y trouve, au titre du mécénat d'État, sont caractéristiques des courants artistiques qui traversent la France du milieu du XXe siècle.

## Création
Dans une France d’après-guerre qui se reconstruit et bâtit l’avenir, cet établissement dont la construction fut envisagée en juin 1948 ; elle a été officialisée en 1949. C'est le fruit de la volonté du maire de la commune, Marcel Lemettre, soucieux de revitaliser un territoire de moyenne montagne en proie à l’exode rural. Il sait compter sur l’appui de René Billères, député de la première circonscription des Hautes-Pyrénées depuis 1946, président la Commission de l'Éducation nationale de 1948 à 1954 puis ministre de l'Éducation nationale, de la Jeunesse et des Sports de la IVe République.
Au-delà de considérations sociales, politiques et économiques, M. Lemettre, souhaite que l’établissement soit « climatique », vues la tradition thermale du lieu et la vogue de l’héliothermisme sanitaire ; il aura donc un internat ouvert toute l’année. En effet, cet établissement « climatique n’est pas uniquement réservé à des enfants chétifs ou momentanément déficients. Il est ouvert à tous les élèves désirant poursuivre leurs études jusqu’au baccalauréat » comme le rappellera René Billères lors de sa visite de l’établissement, en septembre 1957,.
Le chantier débute en mai 1952 sur 8 hectares de terrains agricoles. Ce « lycée de Plein-Air » comme on l'appelle alors, sis aux abords du parc thermal de la ville, est inauguré en 1955 quoiqu’encore inachevé ; il deviendra une cité scolaire en 2005. Il aurait dû porter le nom du maréchal Foch ou celui de Pierre de Coubertin mais il ne fut jamais baptisé. C'est pour cela, que depuis son cinquantenaire, lui qui est situé avenue Marcel-Lemettre, porte le nom de René Billères, hommage conjoint aux hommes qui ont œuvré à son existence.

## Un ensemble architectural entre tradition et modernité
La construction de l’établissement qui a contribué à répandre le « style international » en Bigorre est le fait de l’architecte en chef des bâtiments civils et palais nationaux, André Remondet,. Il est ouvert aux idées du Bauhaus, comme tous ceux de sa génération, comme à celles du Corbusier, comme tous ceux de son temps. Il témoigne d’un esprit résolument novateur et optimiste propre à son époque : le projet a été jugé si représentatif de la modernité « à la française » que sa maquette fut présentée dans le pavillon de la France à l'Exposition internationale de Bruxelles en 1958

### L'idée de s'inscrire au mieux dans l'espace
Ce lycée des champs, aux couleurs vives, qui ouvre sur le paysage d'un cirque glaciaire à 360°, doit pour A. Remondet être un lieu de vie autant que de travail et doit s’intégrer dans le paysage. Aussi utilise-t-il des volumes plutôt que des masses, mettant en valeur la régularité plus que la symétrie et emploiera-t-il les matériaux universels du moment (c'est même le seul bâtiment de ce type au sein des Sept Vallées) mais d’autres plus traditionnels et régionaux comme la pierre de Batsurguère pour le soubassement et les pignons ou l’ardoise pour des sols extérieurs et les marches de certains bâtiments.
La dispersion des bâtiments, homogènes en termes de volume, spécialisés par fonction (enseignement, administration, internat, etc.) est un trait de modernité qui n’oublie pas que nous sommes dans une région de séismes - d'où les contreforts extérieurs - qui connaît des hivers neigeux, ce qui explique des toits pas vraiment plats, des conduites et des câblages accessibles en souterrain, un chauffage par le sol,… De même, chaque unité de l’ensemble est une sorte de cocon, où tout s’organise autour d’un jeu de piliers, et donc offre des volumes intérieurs transformables à souhait.
À l’entrée, sont installés les bâtiments administratifs et les logements de fonction, auxquels font écho des internats (vert pour les garçons, bleu et rouge pour les filles) orientés d’est en ouest pour que l’on puisse profiter des levants comme des couchants. Leurs soixante fenêtres en façade, par étage, moins larges que hautes, témoignent de l’envie de faire entrer largement la lumière mais aussi de lutter contre les rigueurs de l’hiver. Le soleil et la lumière servent de fil rouge tant dans la conception des bâtiments que dans l’agencement du site.

### L'envie de répondre à des besoins comme à des désirs
L’externat (de couleur jaune), largement pourvu d’ouvertures, où se trouvent les salles de cours, est orienté plein sud pour une luminosité maximale. Un jeux d’ouvertures intérieures permet au soleil - et non à la chaleur - d’entrer  jusque dans les couloirs et à l’air de circuler. Ce système d’éclairage et de ventilation naturels sont moins tangibles aujourd’hui, les normes de sécurité changeant et les rénovations successives nuisant à ces conceptions premières.

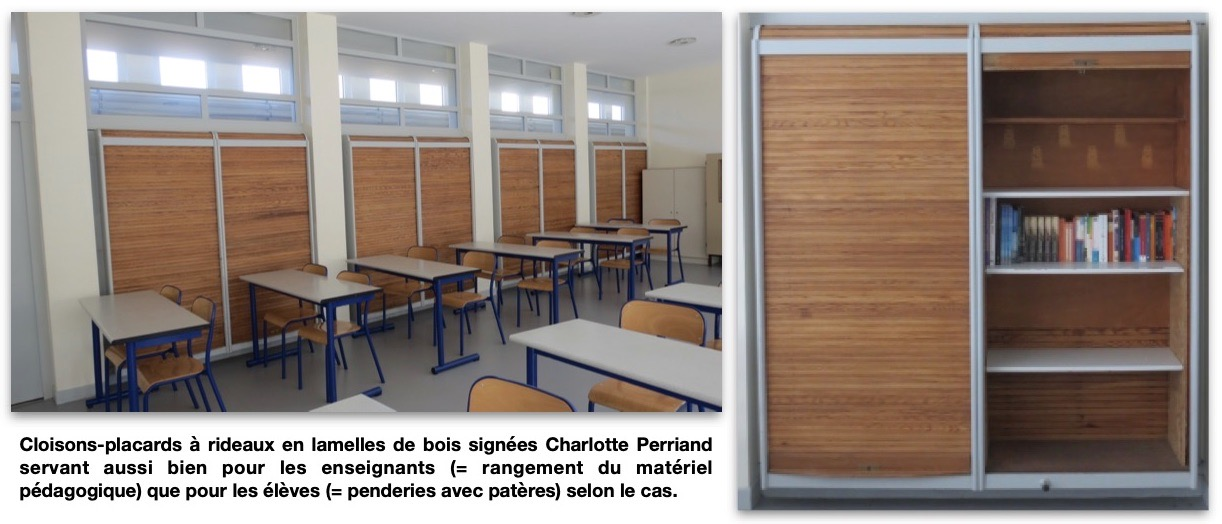
Les éléments du mobilier originel conservés dans la partie qui a constitué la première tranche des travaux de l'établissement (1952).

Dans les salles de classe, qui combinent espace et lumière elles aussi, l’architecte a dessiné lui-même jusqu’au moindre détail (poignées de porte, commutateurs ou prises électriques,…). Il les a fait équiper de cloisons-placards à rideaux en lamelles de bois signées par la designer française Charlotte Perriand qui cherchait à rendre la modernité accessible au plus grand nombre.

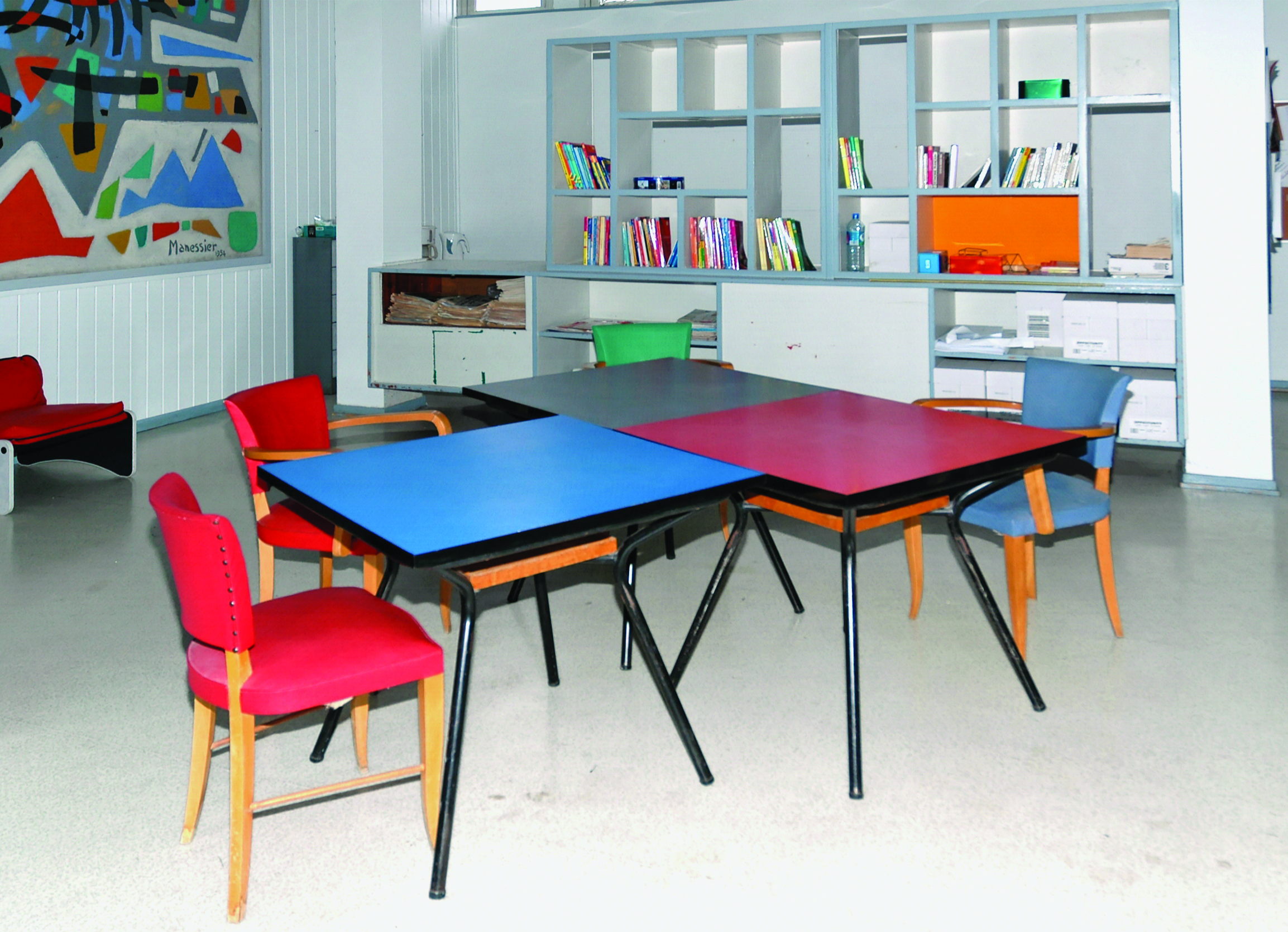
Le mobilier de l'ancien foyer des lycéennes devenu salle de professeurs.

Rien n’étant laissé au hasard, « le foyer des grandes filles » - les lycéennes d'alors - était équipé d’un mobilier contemporain original : des chaises métalliques moulées et les tables dessinées par l’architecte et designer américaine Florence Knoll côtoyaient un « meuble-cloison » signé… Charlotte Perriand dont il ne reste plus hélas, aujourd’hui, que la partie basse.

### Des innovations très inspirées
Parce qu'il a effectué de fréquents séjours aux États-Unis, A. Remondet a conçu un établissement qui rappelle les campus d'outre-Atlantique, idée novatrice pour l’époque. Il imagine donc un établissement sis au cœur d’un parc arboré, pensé comme un arboretum aux essences variées, locales ou exotiques, du moins pour l’époque (cèdres du Liban, palmiers de l'Atlas, arbres de Judée, Lilas des Indes,…). Rappelant l’importance de l’eau en montagne, en écho au parc thermal de la ville, un cours d’eau sillonne cet ensemble végétalisé, classé lui aussi.

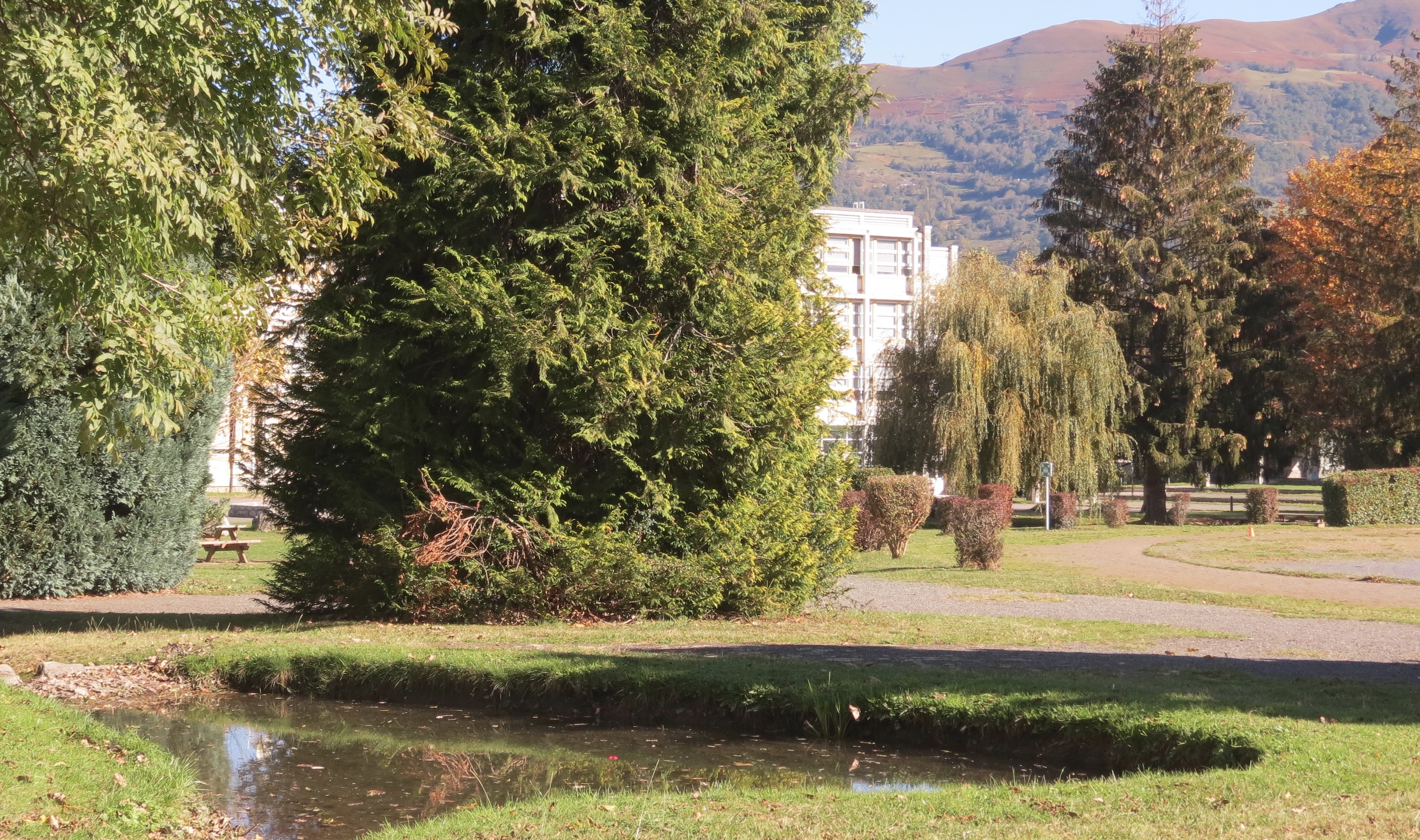
L'externat du lycée vu de son parc.

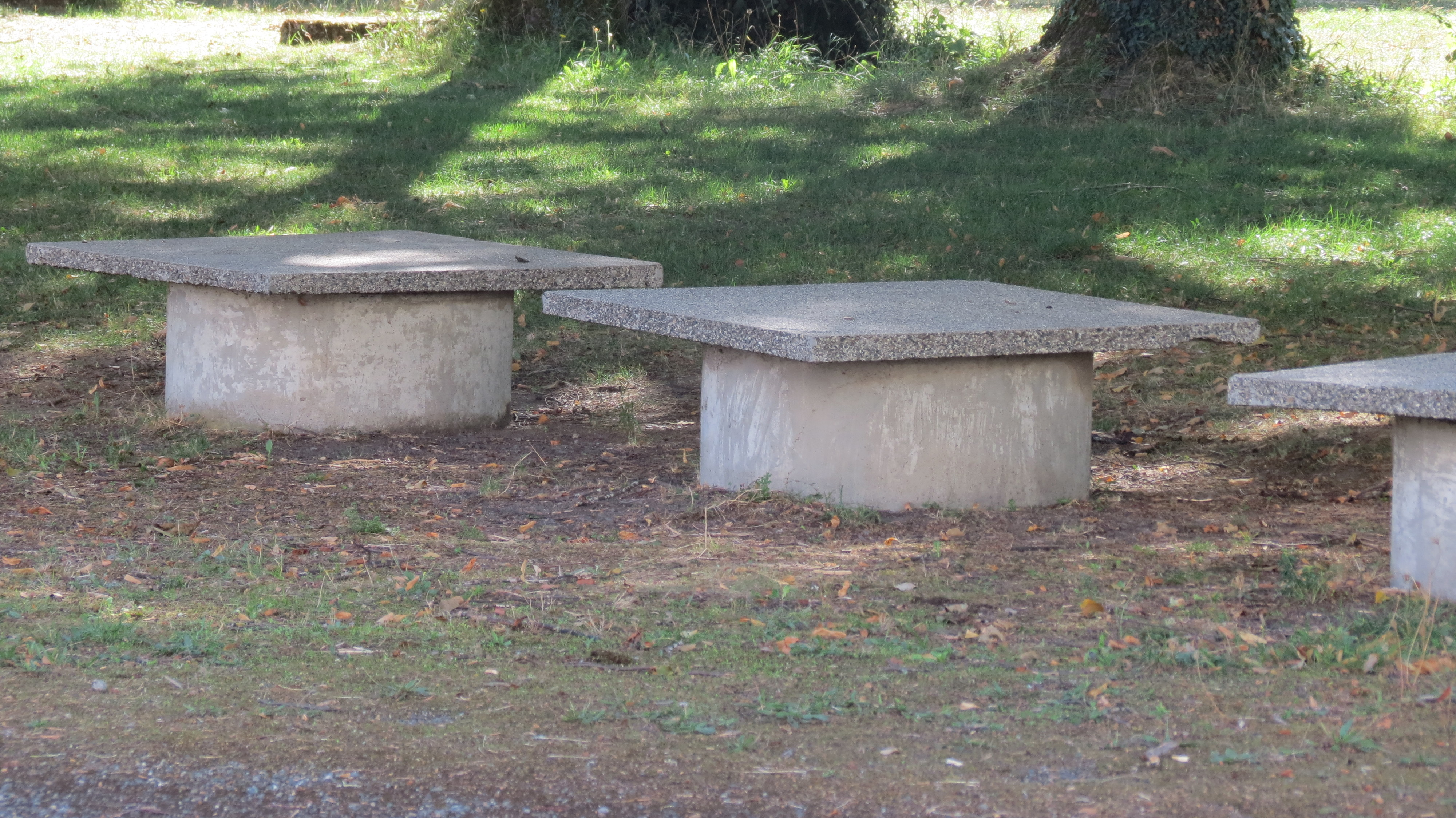
Les bancs en forme de mortier.

Autre allusion au monde anglo-saxon, devant les façades, on trouve des bancs/tables de béton rappelant le mortarboard  qui se porte lors de la cérémonies de remise des diplômes… avant d’être jetés en l’air (hat throwing).
L’innovation pédagogique est aussi au cœur de préoccupations de l'architecte avec ses « cercles de pierres » extérieurs, véritables salles de classe de plein-air, à l’acoustique parfaite... grâce à la réverbération sur les façades des bâtiments. Pour l’anecdote, ces cercles ne sont pas complets, rappelant qu'un heure de cours compte, en réalité, 55 minutes.

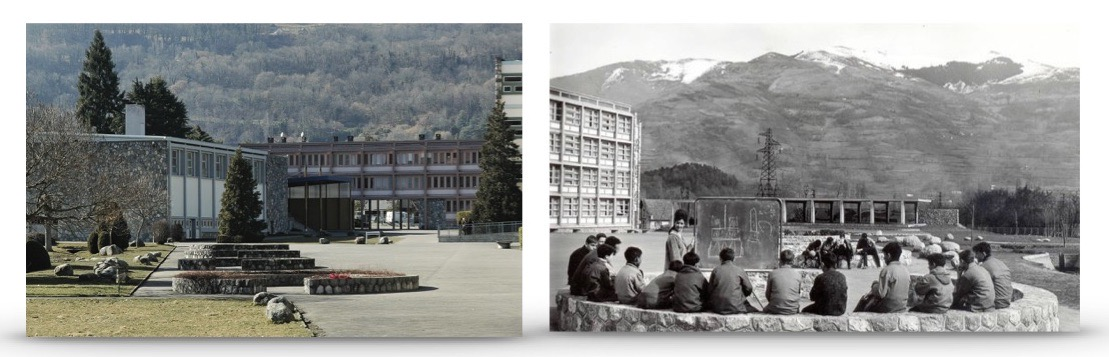
Les « cercles de pierre » d'André Remondet où comment faire cours dehors… aussi.

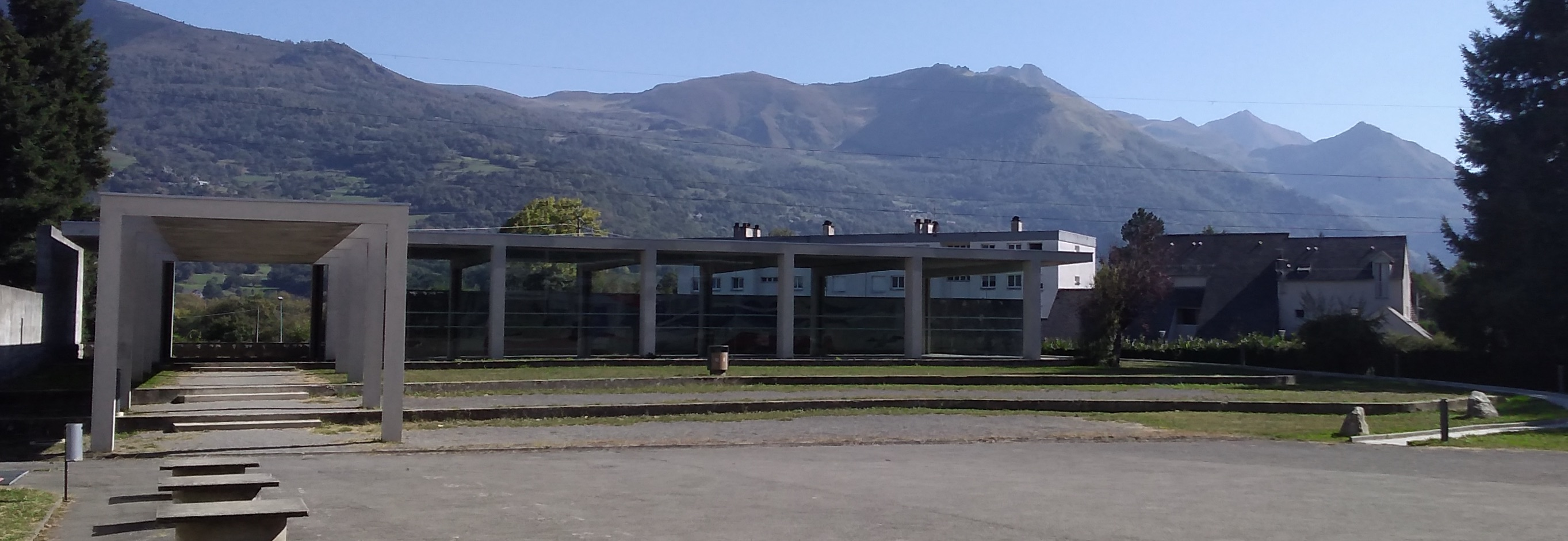
Le portique précédé par l'amphithéâtre en plein air.

Il propose également deux autres alternatives à la salle de cours traditionnelle : un amphithéâtre extérieur et un portique, baptisé improprement "préau", rappel de l’école péripatéticienne athénienne.
Il est vrai qu'à l'image d'Athènes à la période classique, les salles de cours du lycée sont à quelques enjambées du gymnase, sis à l'intérieur même de l'enceinte de l'établissement. De plus, ce dernier offre, dès sa conception, les équipements favorisant la pratique de tous les sports, individuels et collectifs, notamment extérieurs, chose rare encore ; un fronton de pelote basque y avait même été prévu.

## Un lieu d'ouverture à l'art contemporain
Chaque construction publique depuis 1951 doit associer la création d’œuvres contemporaines. Il sera, ici, employé pour promouvoir non pas un créateur mais des artistes, qui, entre abstraction et figuratif, rendent souvent hommage à la montagne et à la nature. En effet, ce n’est pas une mais dix œuvres d’art que le lycée comptera ; une par bâtiment… ou presque, ce qui a contribué à son classement aux Monuments Historiques.
La plupart des plasticiens qui travailleront, entre 1954 et 1960, à embellir le site viennent de tous les horizons géographiques et artistiques. Ce sont surtout des « familiers » de l’architecte et sont de la même génération que lui. De même, ils sont, pour l’essentiel, issus de la Nouvelle École de Paris et partagent sa vision d’une d'intégration la plus complète possible des œuvres d'art à l'architecture.

### Des décors muraux monumentaux
Le belge Gustave Singier a composé, pour l’entrée, deux mosaïques murales, en pâte de verre, aux tons assez sombres, mêlant figuratif et non-figuratif qui se font écho l'une l'autre : « Soleil couchant » & « Reflets » [2 x (248 x 561 cm)]. Leur répond, dans des tons plus clairs, sur le mur dit du « préau », un lointain « Horizon de montagne » (2130 x 250 cm), très abîmé aujourd’hui. L'artiste, habitué du mécénat d'État, n’achève qu’en 1960 ce triptyque monumental et jouera à nouveau des tesselles pour le lycée de garçons - aujourd’hui Auguste-Pavie - de Guingamp dont l’architecte n’est autre qu'André Remondet puis pour la Maison de la Radio à Paris en 1964 conçue par Henry Bernard.
L’anglaise Alma Slocombe (1914-2002), épouse de l’architecte, habilla le porche d’entrée de l’externat (1043 x 348 cm) d’un décor de céramiques aux teintes vives de 36 m2 qui, dans la ligné de l'abstraction géométrique, évoque la lumière et l’eau. Une autre œuvre, de même facture et sans doute d'une nature identique, rappelant aussi la faïence des stations du métro parisien. mais de taille plus réduite, dans l’ancien internat des « collégiennes », s'est aujourd’hui faite plus discrète. C’était la première fois que les époux Remondet travaillaient ensemble et ils ne renouvelleront qu'une seule fois cette expérience, en 1987, à Strasbourg, pour… un établissement scolaire.

### Des sculptures pour tous les goûts

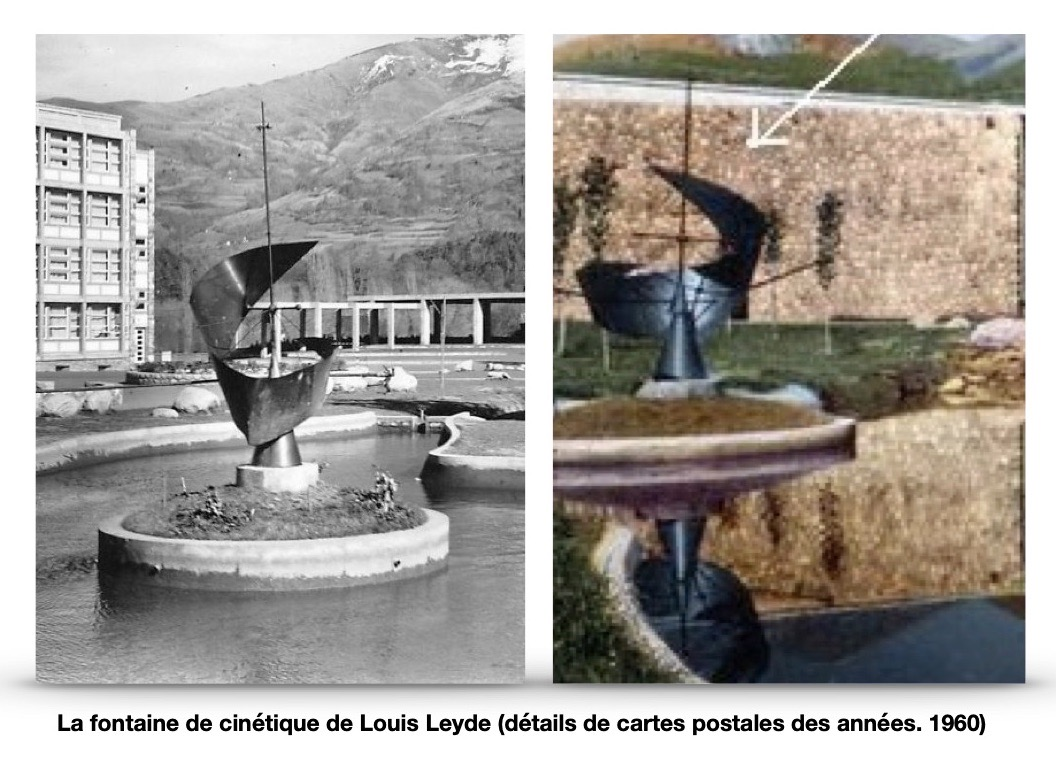
La fontaine disparue à son bel âge.

Louis Leygue, d’obédience cubiste, avait installé au milieu du bassin alimenté par le cours d’eau qui traverse le parc, un mobile avec voile de cuivre rouge en ellipse tournant sur un axe grâce à la force hydraulique. Cette fontaine métallique et cinétique, longtemps attribuée à l'américain Alexandre Calder (1998-1976), très fragile a mal résisté au temps. Aujourd’hui disparue, il n’en reste plus hélas que le socle… et des photos.

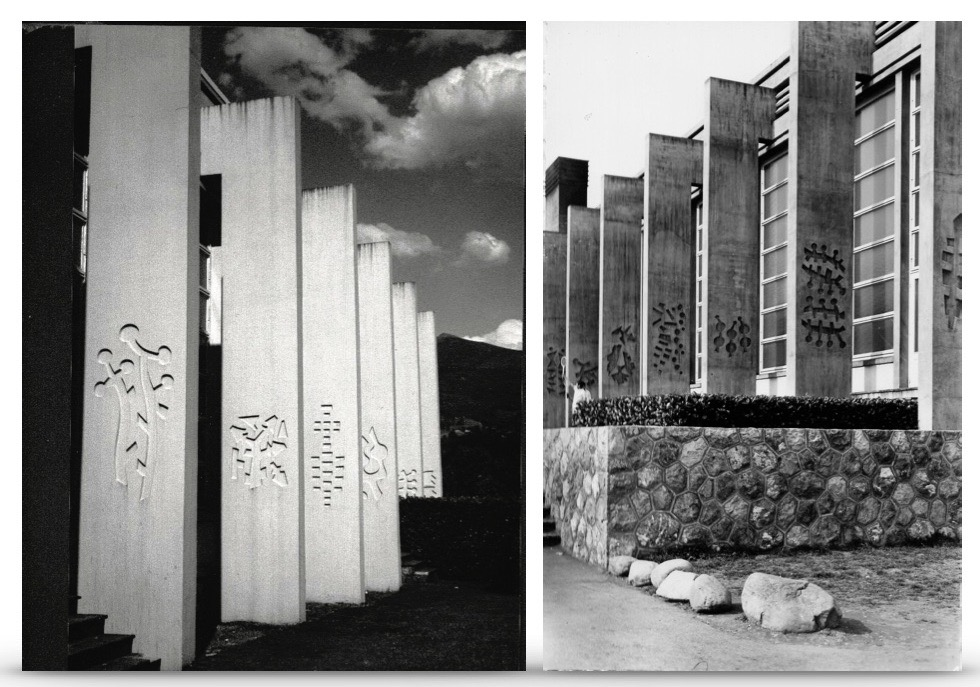
Avers et revers des piliers sculptés signés Etienne Hadju (1960).

Etienne Hajdu a sculpté en creux les piliers de béton de la façade sud du gymnase. Ces œuvres abstraites traitant des sports et de la nature sont dans un style proche de celui de ses estampilles sur papier. Ces 16 créations (1 m x 1 m et 1 m x 2 m, 1960) "s’animent" avec les variations de la lumière du jour ou des saisons. Elles ont été offertes par l’artiste à un pays qui l’a hébergé lorsque la guerre frappa sa Hongrie natale et où il a pu rester lorsque celle-ci devint communiste.
Denis Gelin (1896-1979) a implanté fort judicieusement, face aux dortoirs et aux foyers des filles, dès 1954, une « bachelière » grandeur nature, en bronze. C'est l'œuvre d’un artiste qui s’est surtout illustré au Canada, dans les arts décoratifs notamment. Son œuvre apparaît comme un manifeste féministe et émancipateur au sein d’un établissement qui connaît, dès son origine, une mixité qui ne sera obligatoire dans les établissements secondaires qu’au milieu des années 1970 : elle a été réalisée exactement trente ans après que les filles aient obtenu le droit de passer le même baccalauréat que les garçons et dix ans après l’obtention du droit de vote des femmes en France. Si la statue, message d’espoir et d’ambition, n’a pas de visage précis c’est qu’elle s’adresse à toutes celles qui étudient dans ces lieux… et ailleurs.
L’œuvre a été réalisée par les ateliers Susse (Paris), créés en 1758 et spécialisés dans la statuaire officielle, qui traversait dans les années 1950 une période difficile. André Susse, proposa donc en 1954 et 1955 à des artistes qu’il démarcha, en France et en Europe, de fondre « des originaux numérotés, strictement limitée à un maximum de douze exemplaires de chaque œuvre ». Il y a donc fort à parier que « La bachelière » est l’une des premières expressions de ce tournant artistique et économique de l’entreprise… et ne portant aucun numéro, qu’elle est unique.

### Des tableaux qui font corps avec les murs

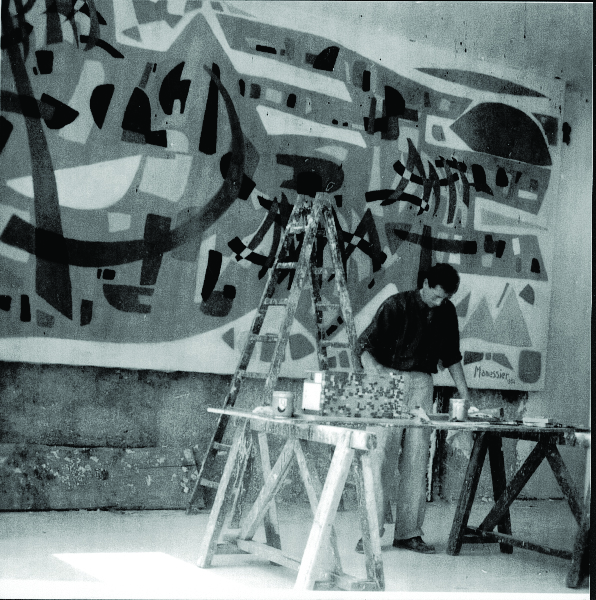
Alfred Manessier au travail (1954).

Alfred Manessier invite à des « Jeux dans la neige » (250 x 657 cm, 1954) au soleil, sur le mur de l’ancien foyer de l’internat des « grandes filles ». Ce pas une fresque mais une huile sur toile marouflée non figurative, qu'a réalisé ce ténor de la Nouvelle École de Paris, qui travaille dans toute l’Europe . Le thème et le style de cette œuvre, dont une étude préparatoire (huile sur toile, 50 X 60 cm, 1951) se trouve au Musée Guggenheim de New York, s’inscrivent dans la continuité de sa production du moment puisque ce plasticien a  consacré une série d’œuvres, moins imposantes toutefois, à l'hiver entre 1950 et 1953.
La toile a été exécutée à Paris dans l’atelier de l’artiste, chef de file de l'abstraction lyrique, qui se fera aider par un ami, le peintre Jean Le Moal, pour la placer in situ en 1954.
Robert Abbadie (1906-1961), pour sa part, a créé pour les bâtiments administratifs du lycée une peinture à l’huile sur toile marouflée, « Les Pyrénées » (105 x 310 cm, 1960). C'est une toile semi-abstraite polychrome, faite au couteau, en aplats de couleurs avec de lourds empâtements sur lesquels joue la lumière. Elle est l’œuvre d’un peintre parisien figuratif qui a fait partie du courant nabi mais n’avait jamais travaillé dans les Pyrénées d’où sa famille est originaire,. Cette toile chaleureuse, même si le bleu, couleur froide, y domine, ornait le bureau du M. Proviseur.
Synthèse d'une certaine vision de l'enseignement, le lycée climatique René-Billères d'Argelès-Gazost est un bon exemple de l'architecture fonctionnaliste du XXe siècle. Bien ancré dans l'esprit des « Trente Glorieuses », ce lieu de vie et d'études vaut d'être remarqué aussi pour son parc et les œuvres d’art dont le mécénat d’État l'a pourvu. Tous témoignent d'une époque autant que d'un état d'esprit : permettre à des populations et des territoires qui n'en avaient pas jusqu'alors l'occasion  d'accéder à l'art contemporain.